# Eric Thompson (pilota automobilistico)
Eric David Thompson (Ditton Hill, 4 novembre 1919 – Guildford, 22 agosto 2015) è stato un pilota automobilistico britannico.
Nella massima formula ha disputato solo il Gran Premio di Gran Bretagna 1952 di Formula 1 giungendo 5º con una Connaught.
Maggior fortuna ebbe nelle competizioni delle vetture a ruote coperte, gareggiando per la Aston Martin e cogliendo il terzo posto finale alla 24 Ore di Le Mans del 1951.

## Risultati in F1
| 1952 | Scuderia  | Vettura |  |  |  |  |   |  |  |  | Punti | Pos. |
| ---- | --------- | ------- |  |  |  |  | - |  |  |  | ----- | ---- |
| 1952 | Connaught | A       |  |  |  |  | 5 |  |  |  | 2     | 16º  |

| Legenda | 1º posto     | 2º posto | 3º posto    | A punti         | Senza punti/Non class.  | Grassetto – Pole position Corsivo – Giro più veloce |
| Legenda | Squalificato | Ritirato | Non partito | Non qualificato | Solo prove/Terzo pilota | Grassetto – Pole position Corsivo – Giro più veloce |